# جوشوا جورتنر
جوشوا جورتنر (بالعبرية: יהושע יורטנר‏)(14 مارس 1933) هو كيميائي فيزيائي إسرائيلي. وهو أستاذ فخري في كلية الكيمياء، كلية ساكلر للعلوم الدقيقة، جامعة تل أبيب في تل أبيب، إسرائيل.